# Fuinha (Marvel Comics)
Weasel é um personagem fictício do Universo Marvel. Ele é um dos grandes de amigos de Deadpool e muitas vezes faz trabalhos a pedido dele. Ele era quem cuidava da cega Al quando Wade havia sequestrado ela. Seus dons são apenas o de hackear a informática. Foi adaptado no filme Deadpool interpretado por T. J. Miller.

## História
Fuinha (nome dado pelo seu conhecimento em informática) já ajudou Deadpool de diversas formas. Ele ajuda com as armas de Wade e faz os trabalhos de pesquisa para ele. Ele usa um óculos redondo e sempre está por fazer a barba.
Uma de suas tarefas foi ajudar Wade Wilson ( Deadpool) a reanimar Cable quando este foi lobotomizado pelo Surfista Prateado. Ajudou a encontrar o Armador e a colocar o bebê tecnorgânico no corpo de Nathan.